# Buckinghamshire
Buckinghamshire (phát âm / bʌkɪŋəmʃə / hoặc / bʌkɪŋəmʃɪə /; Bucks viết tắt) là một hạt đô thị theo nghi lễ quận đô thị ở Đông Nam nước Anh. Thị trấn quận là Aylesbury và thị trấn lớn nhất trong nghi lễ Buckinghamshire là Milton Keynes.
Khu vực dưới sự kiểm soát của Hội đồng quận Buckinghamshire, hoặc county, được chia thành bốn huyện-Aylesbury Vale, Chiltern, South Bucks và Wycombe. Tên gọi của Buckinghamshire trong theo có nguồn gốc tiếng Anglo-Saxon có nghĩa là huyện (scire) của nhà Bucca. Nhà của Bucca để chỉ Buckingham ở phía bắc của quận hạt, và được đặt tên theo một địa chủ Anglo-Saxon. Quận này đã được đặt tên như vậy kể từ thế kỷ thứ 12, tuy nhiên, chính quận hạt này đã tồn tại từ khi vùng này là khu vực của vương quốc của Mercia (585-919).
Lịch sử của khu vực này, mặc dù có từ trước thời kỳ Anglo-Saxon thời gian và quận hạt này đã có lịch sử phong phú từ các thời kỳ Celtic và La Mã, và mặc dù nhưữg người Anglo-Saxon có lẽ đã có tác động lớn nhất đối với Buckinghamshire: địa lý của các quận nông thôn phần lớn giống như trong thời kỳ Anglo-Saxon. Sau đó, Buckinghamshire trở thành một vũ đài chính trị quan trọng, với vua Henry VIII can thiệp vào chính trị của địa phương trong thế kỷ 16 và chỉ một thế kỷ sau đó là nội chiến Anh bắt đầu bởi John Hampden vào giữa thời kỳ Bucks.
Về mặt lịch sử, sự thay đổi lớn nhất đối với hạt này xảy ra vào thế kỷ 19, khi một sự kết hợp của các dịch tả và nạn đói đã tàn phá hạt nông thôn, buộc nhiều người di chuyển đến thị trấn lớn hơn để tìm việc làm. Việc này không chỉ làm này làm thay đổi bức tranh kinh tế địa phương, nó còn có nghĩa rất nhiều vùng đất đất đã rẻ hơn tại một thời điểm khi những người giàu trở nên di động hơn. Buckinghamshire là một nơi ở phổ biến cho những người dân London, dẫn đến việc London có ảnh hưởng lớn hơn đối với dân cư ở đây, tuy nhiên người dân địa phương vẫn có cảnh khá túng thiếu.